# Аноар
Аноар (фр. Annoire) насеље је и општина у источној Француској у региону Франш-Конте, у департману Јура која припада префектури Доле.
По подацима из 2011. године у општини је живело 391 становника, а густина насељености је износила 24,92 становника/km². Општина се простире на површини од 15,69 km². Налази се на средњој надморској висини од 190 метара (максималној 186 m, а минималној 177 m).

## Демографија
| 1962. | 1968. | 1975. | 1982. | 1990. | 1999. | 2011. |
| ----- | ----- | ----- | ----- | ----- | ----- | ----- |
| 456   | 490   | 426   | 439   | 401   | 411   | 391   |

График промене броја становника у току последњих година